# Helius pluto
Helius pluto là một loài ruồi trong họ Limoniidae. Chúng phân bố ở miền Cổ bắc.